# Dudhpur
Dudhpur fou un petit estat tributari protegit de l'agència de Rewa Kantha, a la presidència de Bombai, divisió de Sankheda Mehwas, amb una superfície de menys de 2 km. El sobirà era un rajput rathor i els ingressos estimats eren de 60 lliures pagant un tribut de 3 lliures al Gaikwar de Baroda.